# Muizenberg (natuurgebied)
Muizenberg is een beschermd natuurgebied en waterreservoir in de wijk Muizenberg van Willemstad, Curaçao. Het meer was oorspronkelijk aangelegd als koelwaterreservoir. In 2007 werd het aangemerkt als een Important Bird Area, en in 2013 kreeg het de status van Ramsargebied.

## Geschiedenis
In 1916 werd een gedeelte van Plantage Muizenberg gekocht door een Nederlandse firma voor de aanleg van een zoetwaterreservoir. Het terrein werd niet ontwikkeld en rond 1950 verkocht aan Shell om te dienen als koelwaterreservoir van de olieraffinaderij Isla. In 1973 was het reservoir niet meer nodig vanwege de constructie van een waterfabriek. Het reservoir werd later als park ingericht.
In 2007 werd Muizenberg, Kaya Fortuna en een omliggend gebied van 1,5 km2 aangemerkt als Important Bird Area vanwege de grote diversiteit van vogels, en de aanwezigheid van vogelsoorten die op de rode lijst van de IUCN voorkomen. In 2013 kreeg Muizenberg, Kaya Fortuna en een omliggend gebied van 0,65 km2 de status van Ramsargebied. In 2022 was nog geen IUCN categorie bekend.:6

## Overzicht
Muizenberg is een ondiep meer dat periodiek droogvalt. Het meer wordt gevormd door het afdammen van de stromen uit de nabijgelegen heuvels. Het grasland rond het meer komt periodiek onder water te staan. De Caraïbische meerkoet (Fulica caribaea) is permanent in aantallen tot 800 exemplaren aanwezig. Waterhoenen, dikbekfuten, en rode flamingo's maken regelmatig gebruik van het meer.
Het gebied wordt bedreigd door de omliggende bebouwing, en is aan alle kanten omgeven door wegen. Er wordt regelmatig vuilnis gedumpt.:9